# Risanamento (Naples)
Pour les articles homonymes, voir Risanamento.
 (juillet 2025).
Si vous disposez d'ouvrages ou d'articles de référence ou si vous connaissez des sites web de qualité traitant du thème abordé ici, merci de compléter l'article en donnant les références utiles à sa vérifiabilité et en les liant à la section « Notes et références ».
Risanamento di Napoli (en français : « réorganisation de Naples ») fait référence à l'intervention urbaine majeure qui a radicalement et définitivement changé le visage de la plupart des quartiers historiques de la ville de Naples, notamment ceux de Chiaia, Pendino, Porto, Mercato, Vicaria. Les structures existantes (parfois aussi de grande valeur historique ou artistique) sont presque complètement remplacées par de nouveaux bâtiments, de nouvelles places et de nouvelles rues. 

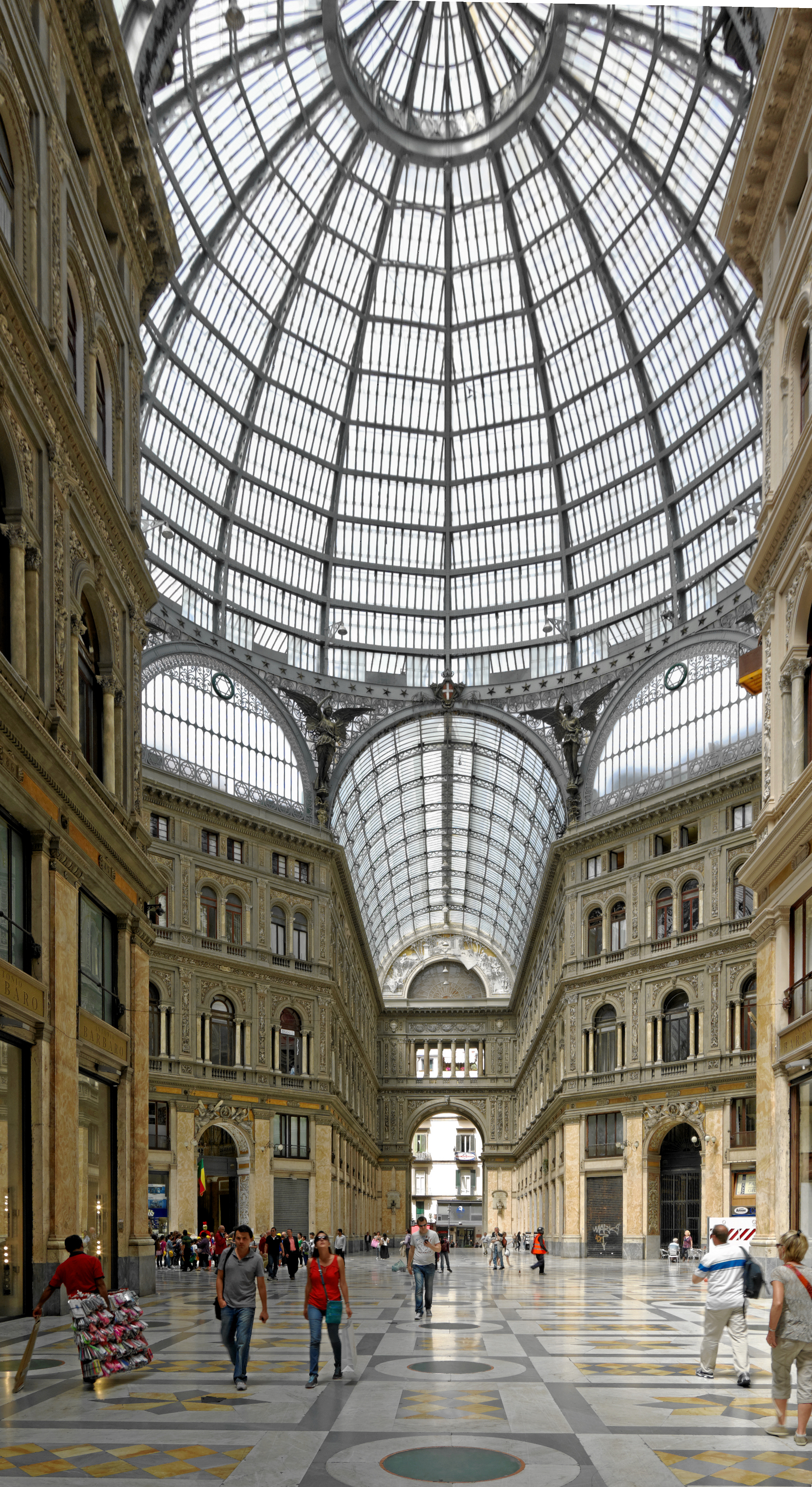
Intérieur de la Galleria Umberto I.

L'intervention, hypothétique depuis le milieu du XIXe siècle, s'achève à la suite d'une très grave épidémie de choléra, survenue en 1884. Sous l'impulsion du maire de l'époque, Nicola Amore, la « loi pour la réhabilitation de la ville de Naples » est approuvée en 1885 et le 15 décembre 1888, la Société pour la réhabilitation de Naples (Società pel Risanamento di Napolia) est fondée (fusionnée après diverses vicissitudes dans la Risanamento S.p.A. dans le but de réorganiser et de résoudre les problèmes sanitaires, en particulier dans certaines zones de la ville qui, selon le maire Amore, avaient été les principales causes de la propagation du choléra. 
Il est décidé de démolir de nombreux bâtiments pour faire place aux places Corso Umberto I, Nicola Amore et Giovanni Bovio (Piazza Borsa), via A. Depretis et la Galleria Umberto I.   
En réalité, la situation est restée inchangée derrière les grands palais ombertins, car en fait, ils ont servi à cacher la dégradation et la pauvreté de ces quartiers plutôt qu'à résoudre leurs problèmes.[réf. nécessaire]

## Histoire

### Épidémie de choléra et «loi de relance»

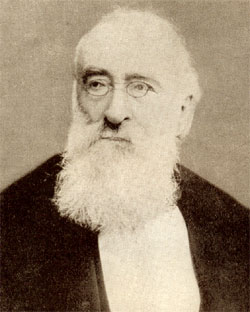
Agostino Depretis, président du Conseil des ministres du royaume d'Italie à l'époque, auteur de la célèbre phrase « Nous devons éventrer Naples ! »

Malgré les études et les plans de réorganisation urbaine de la ville, et malgré le fait que le choléra a éclaté trois fois en moins de vingt ans (en 1855, 1866 et 1873), une nouvelle épidémie, due au manque d'interventions pour résoudre les problèmes de congestion des quartiers bas et l'insuffisance du réseau d'égouts, il se répandit en septembre 1884 avec une violence extrême dans les bas-quartiers et dans une moindre mesure également dans le reste de la ville. Pour la première fois, sur la base de l'émotion provoquée dans l'opinion publique nationale par la tragédie, une intervention du gouvernement a donc été esquissée qui a définitivement résolu les maux de longue date de la ville. 
Agostino Depretis, le Premier ministre déclare alors solennellement qu'il était nécessaire « d'éviscérer Napoli », forgeant le néologisme éviscération (inspiré par la lecture de la première édition de Il Ventres di Napoli par Matilde Serao) qui est appliquée à partir de ce moment-là à l'opération principale assainissement à effectuer ; terme qui est ensuite étendu à toutes les interventions d'urbanisme similaires menées en Italie au cours de ces mêmes années. 

### Spéculation et spécifications des sols

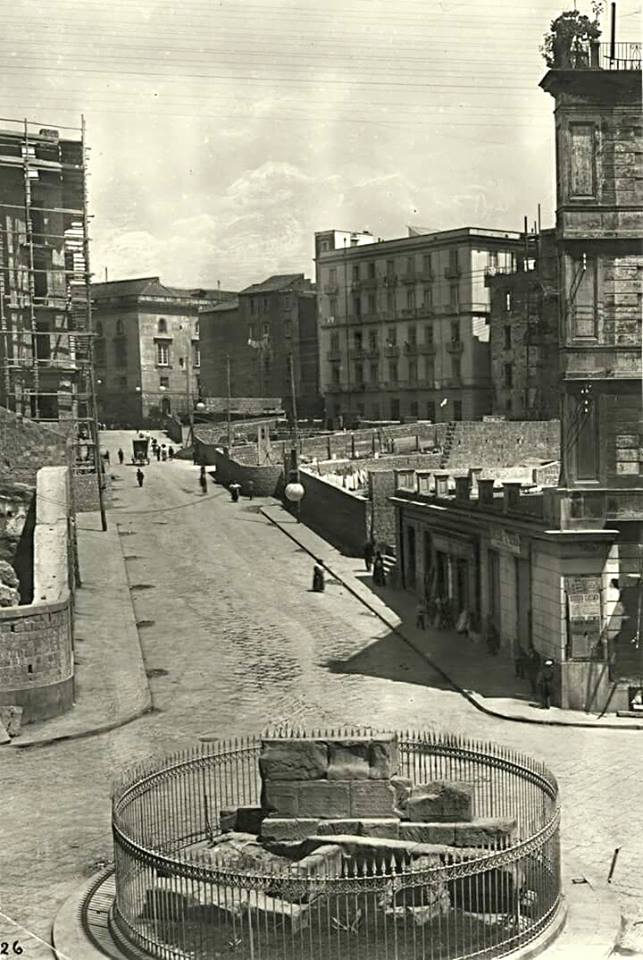
La Piazza Calenda pendant les travaux du risanamento, avec à l'avant-plan les vestiges de la porte Furcillensis (époque grecque).

L'effet de la loi de 1885 est dénoncé pour la première fois avant le début des travaux : elle provoque des spéculations à Naples sur des sols jusque-là inconnus. La conseillère Arlotta déclare avec force : « Après l'invasion cholérique et l'initiative de la mairie de lutter contre les causes d'un tel désastre, la spéculation de toute l'Italie s'est déversée sur la ville de Naples. La spéculation qui a parfois touché les valeurs de l'État, d'autres la dette publique, vise aujourd'hui les sols à bâtir ». Et Giambarba confirmant : « La fièvre de l'achat de terrains à grande échelle a envahi les spéculateurs, ils ont acheté des fonds décuplés de valeur et cela devait conduire à une augmentation significative des prix de revente des zones de construction ». 
La spéculation et la possibilité de travaux massifs avaient complètement transformé le marché de la construction napolitaine : les grandes sociétés immobilières avaient en effet pressenti la possibilité d'investissements rentables, suscitant chez les administrateurs de la ville la crainte de dépasser les coûts attendus, puisque les expropriations constituaient la voix passive de plus grande ampleur. 
Un seul concessionnaire est donc amené à prendre en charge les trois points essentiels des travaux (expropriations, propriété foncière, constructions neuves) avec tous les risques encourus : les expropriations pourraient dépasser les cent millions (sans compter les travaux des égouts) ; des progrès rapides étaient nécessaires, le remboursement étant prévu en dix ans ; il était évidemment nécessaire de transférer les sols résiduels pour les nouvelles constructions au concessionnaire, afin de lui permettre de tirer un profit des travaux. 
Le concessionnaire choisi devait également coïncider avec une société anonyme « puissante et vigoureuse », dont espéraient faire partie des financiers locaux, qui disposaient du capital initial de trente millions nécessaires pour entamer les expropriations. Un cahier des charges rigoureux aurait permis de sauvegarder les relations entre la municipalité et l'entreprise, afin de sauvegarder les intérêts des propriétaires des immeubles à exproprier. 

## Galerie

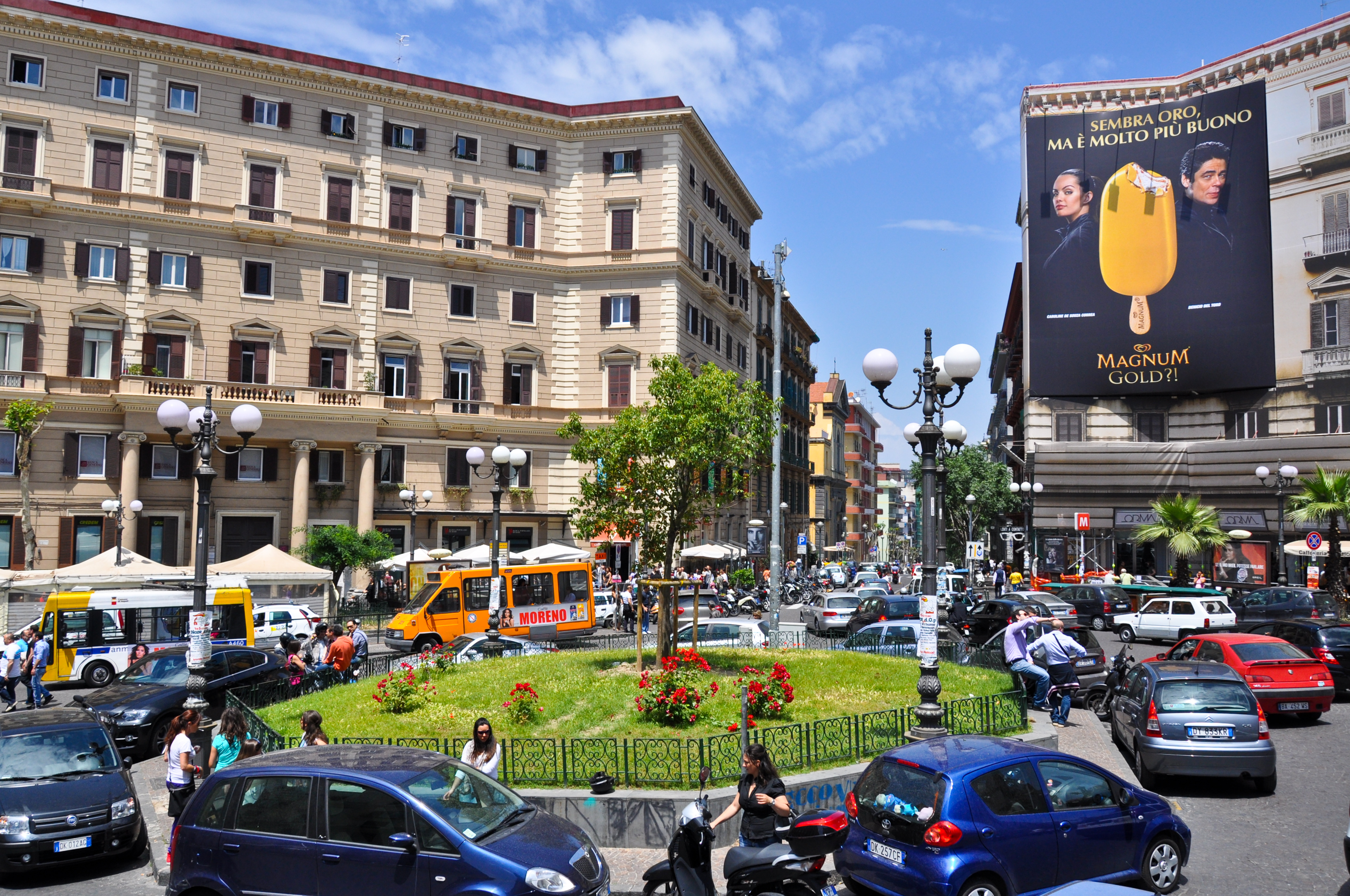
Piazza Vanvitelli à Vomero.
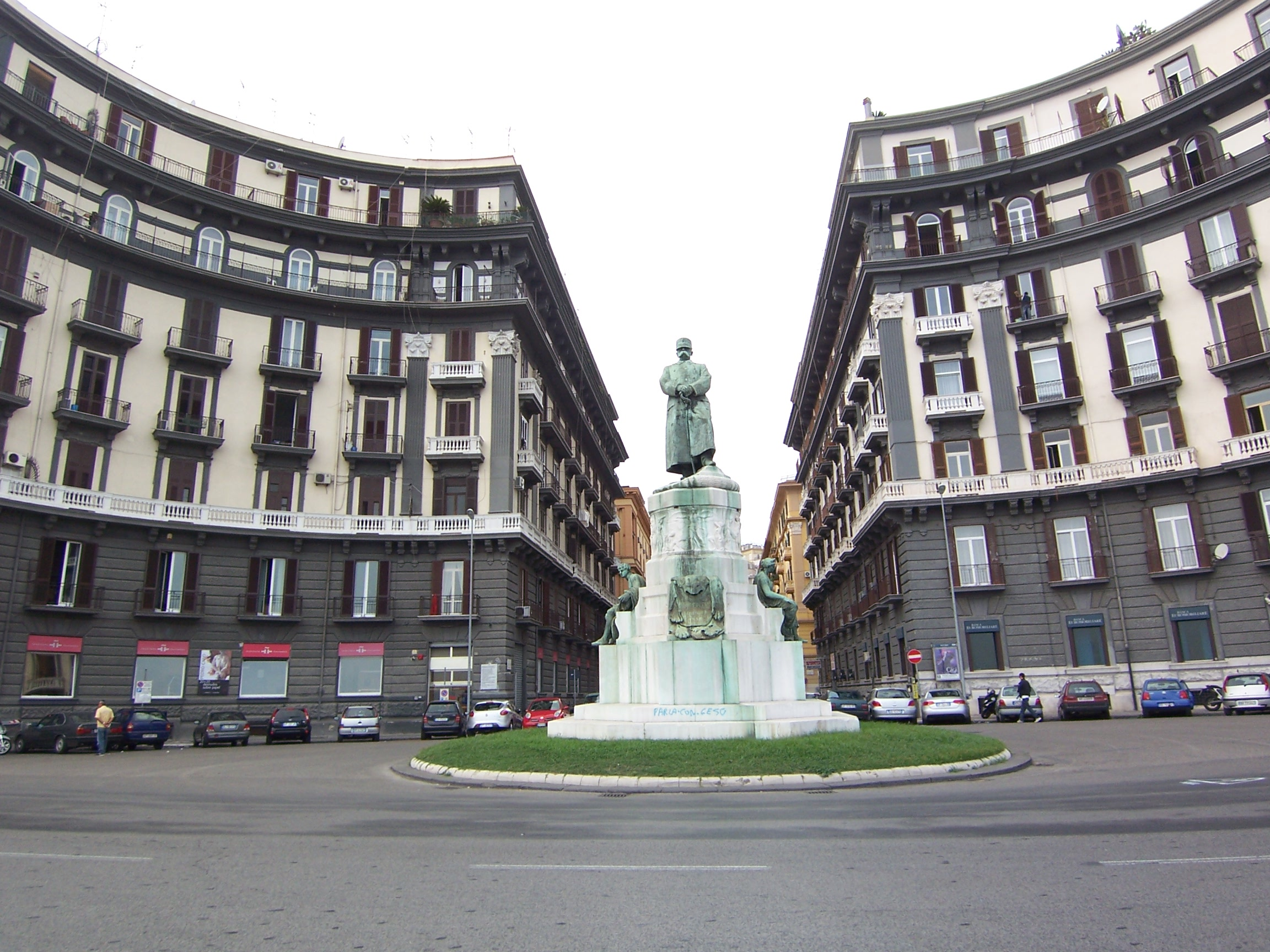
Largo Nazario Sauro.
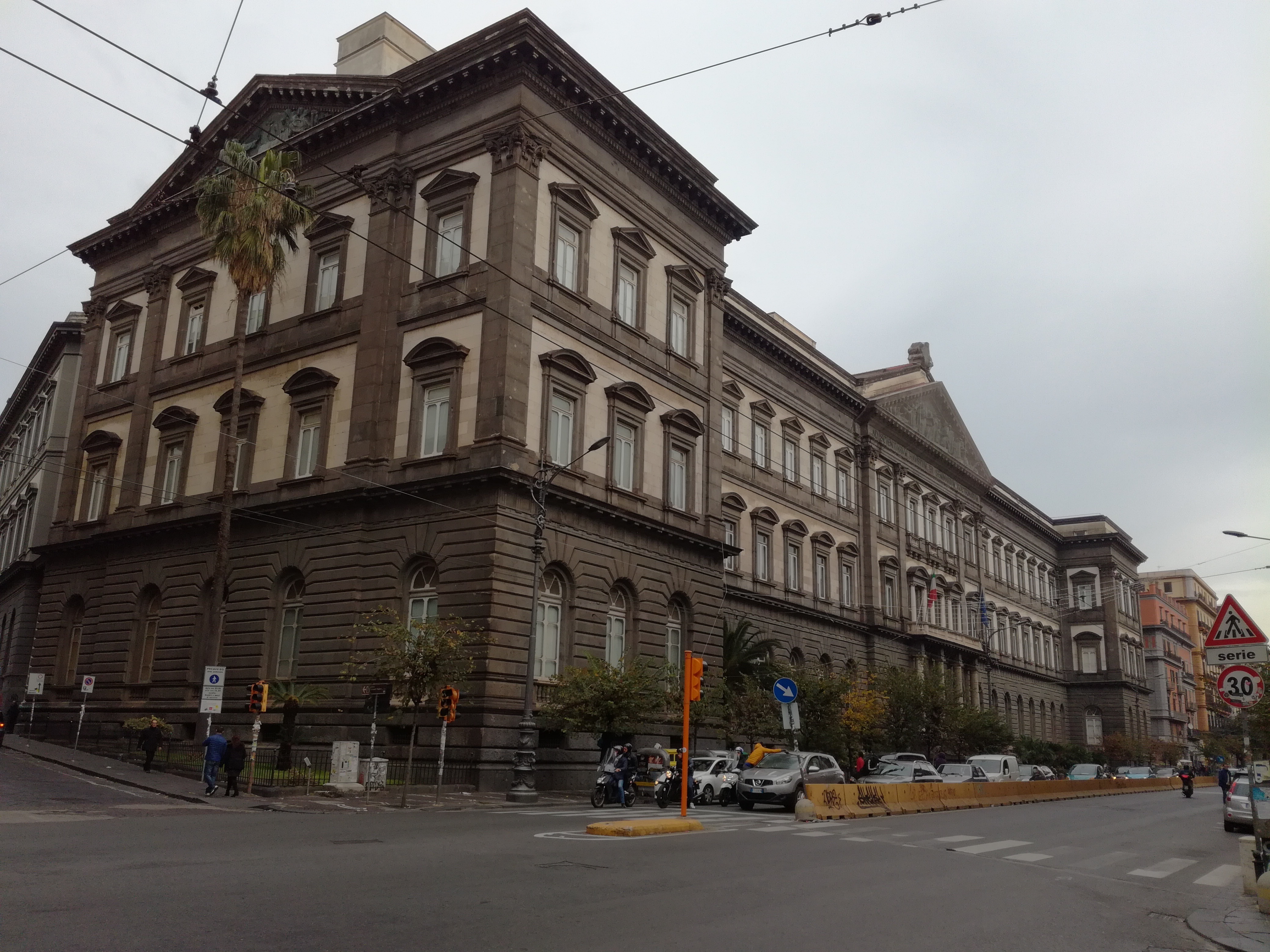
Bâtiment de la Faculté de droit de l'Université Frédéric II.
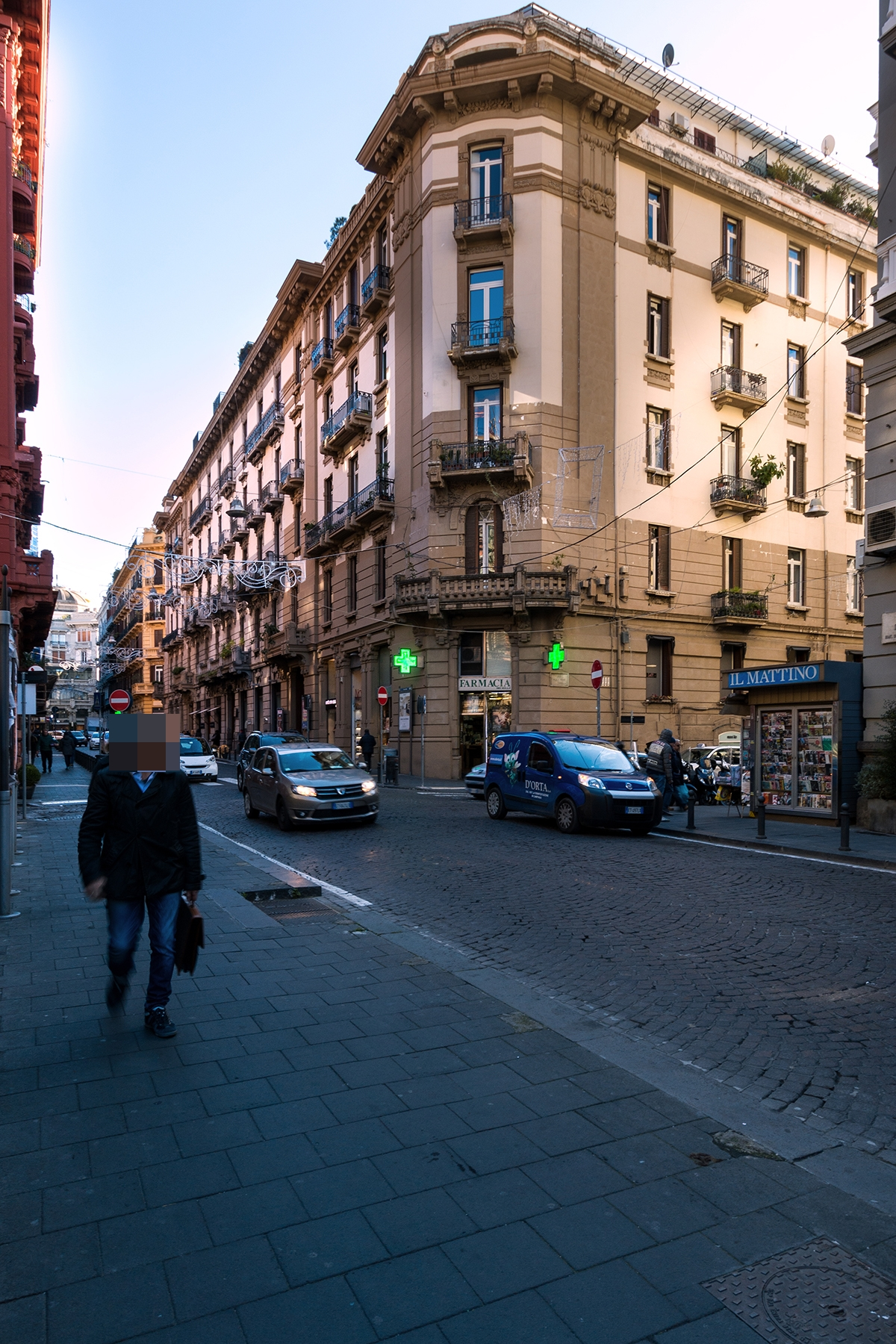
Via dei Mille.
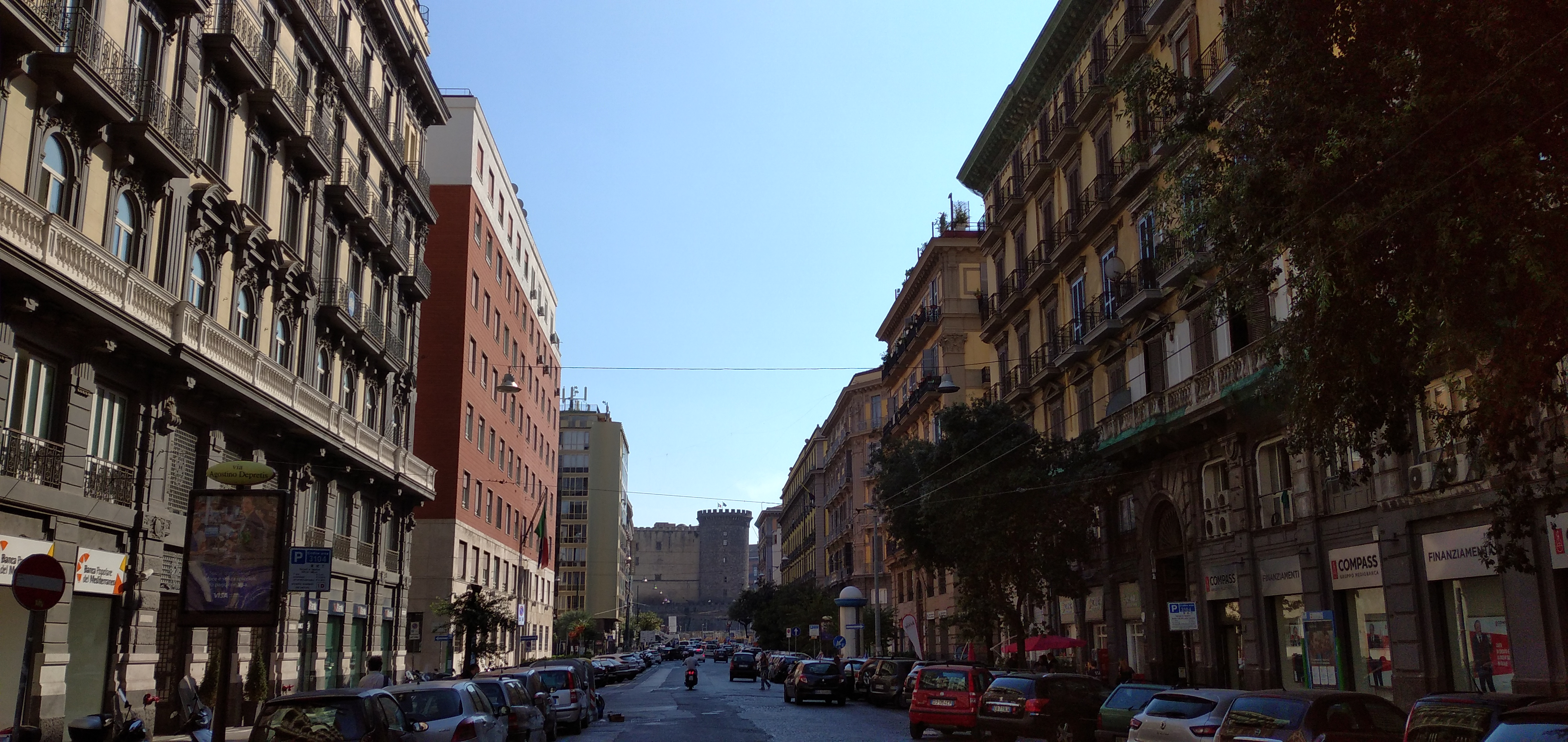
Via Agostino Depretis.
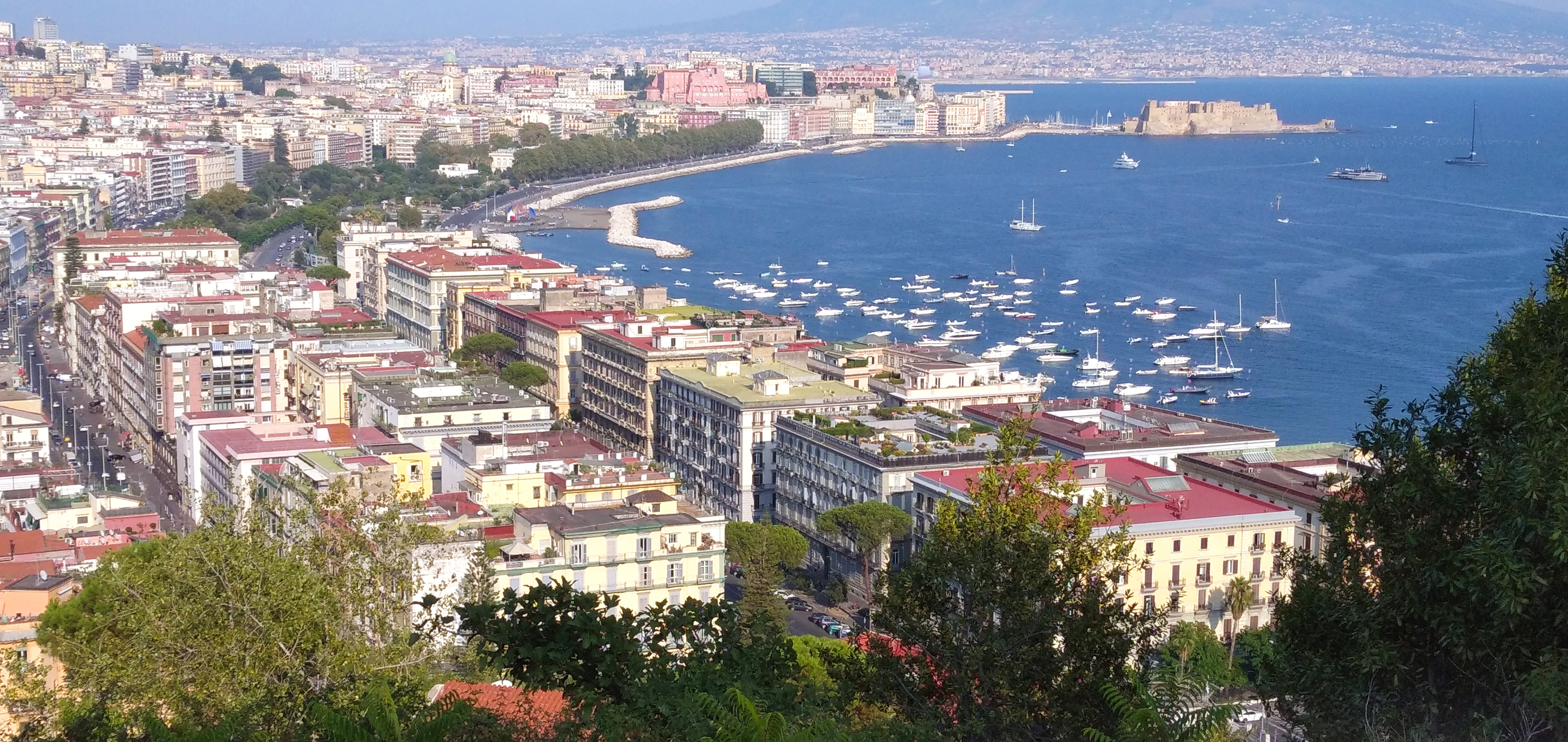
Viale Elena.
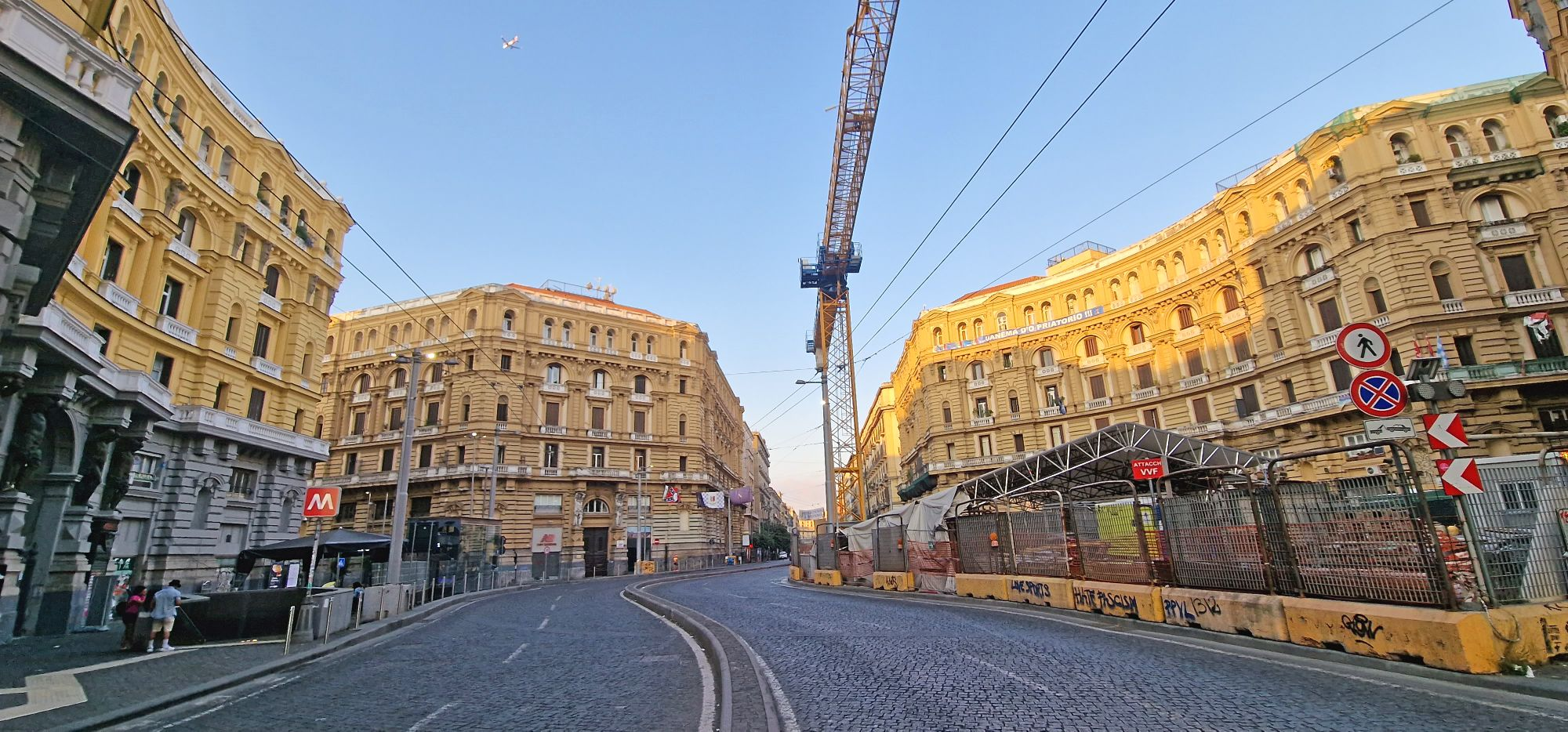
Piazza Nicola Amore.
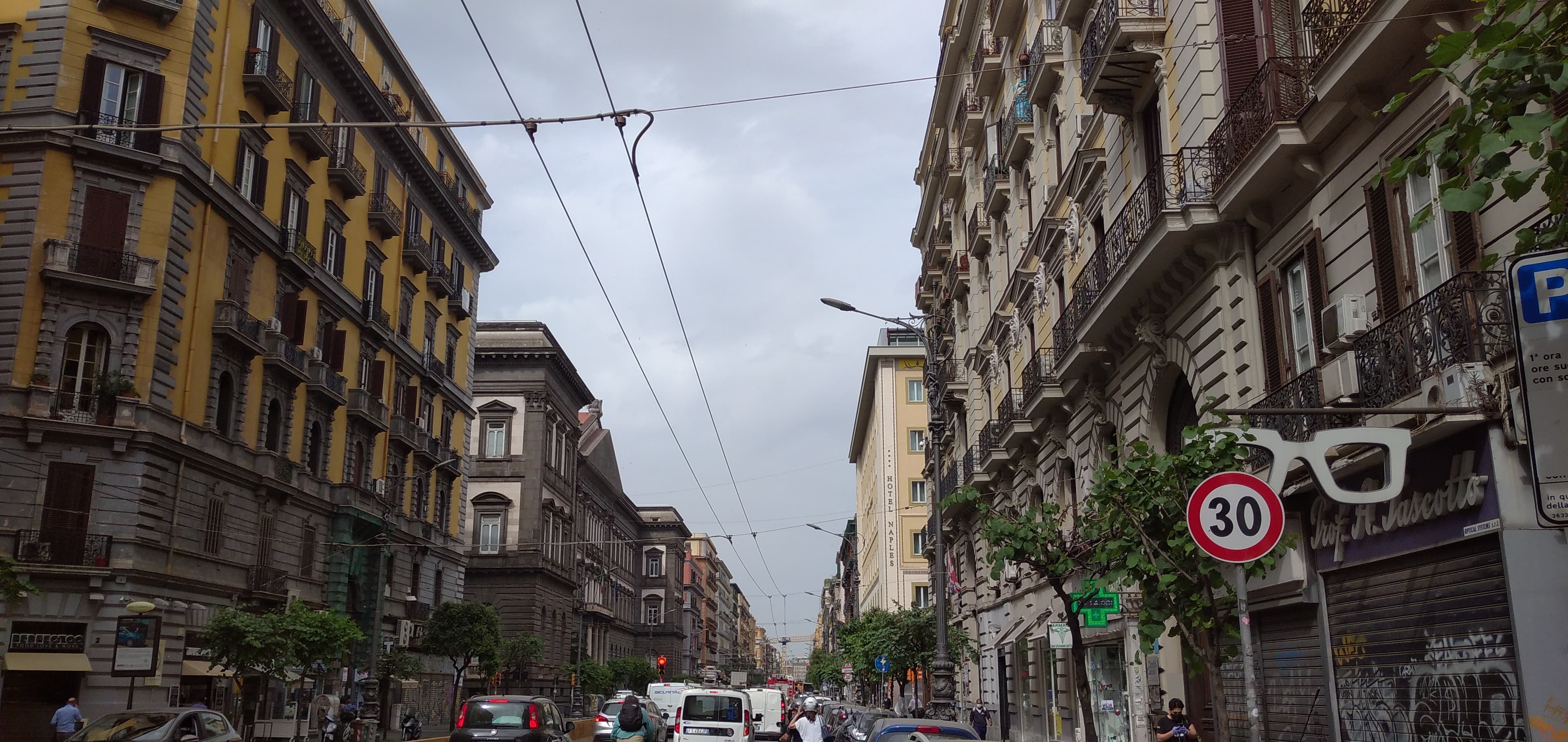
Corso Umberto I.
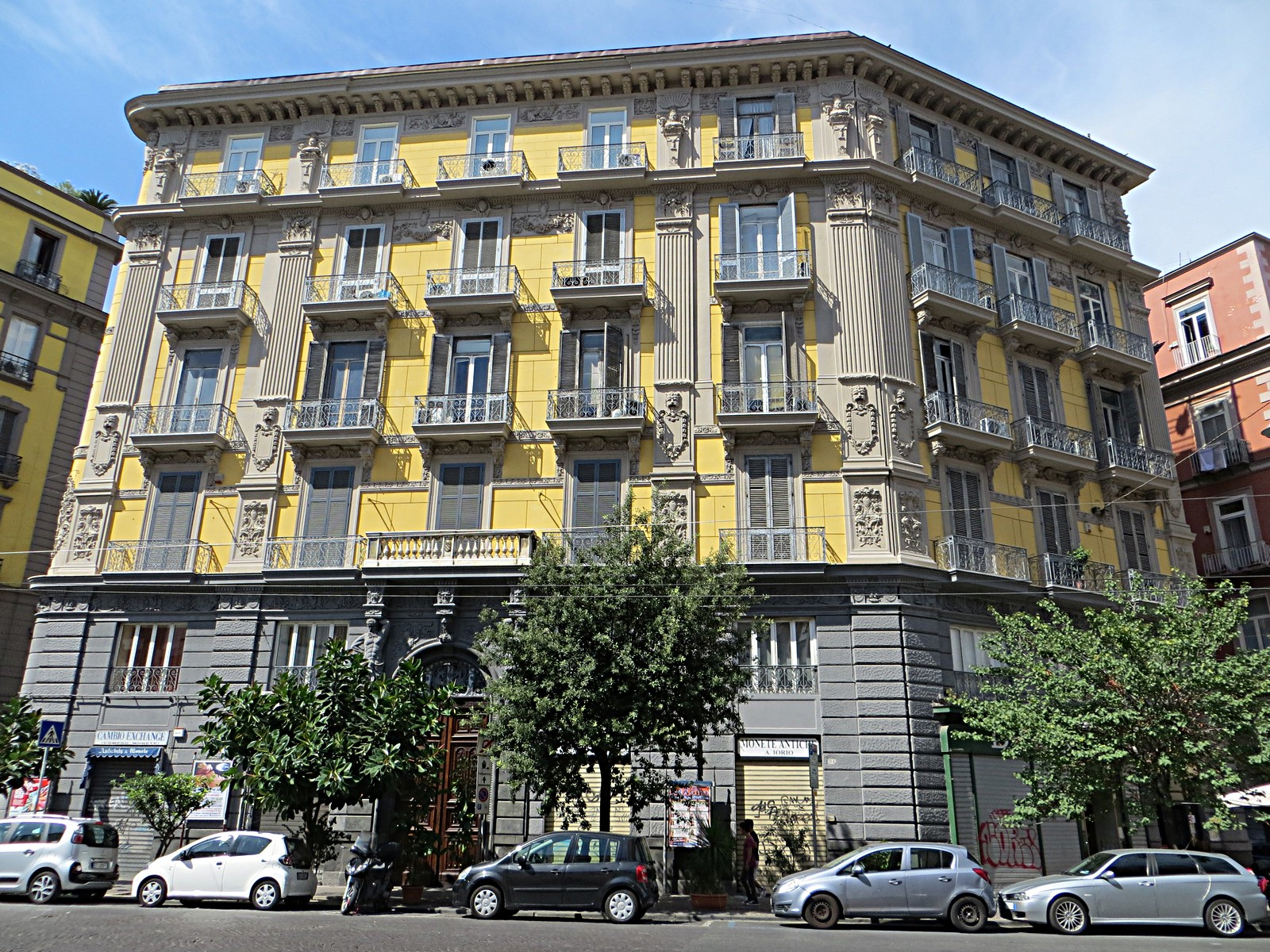
L'un des bâtiments typiques de la période, via A. Depretis
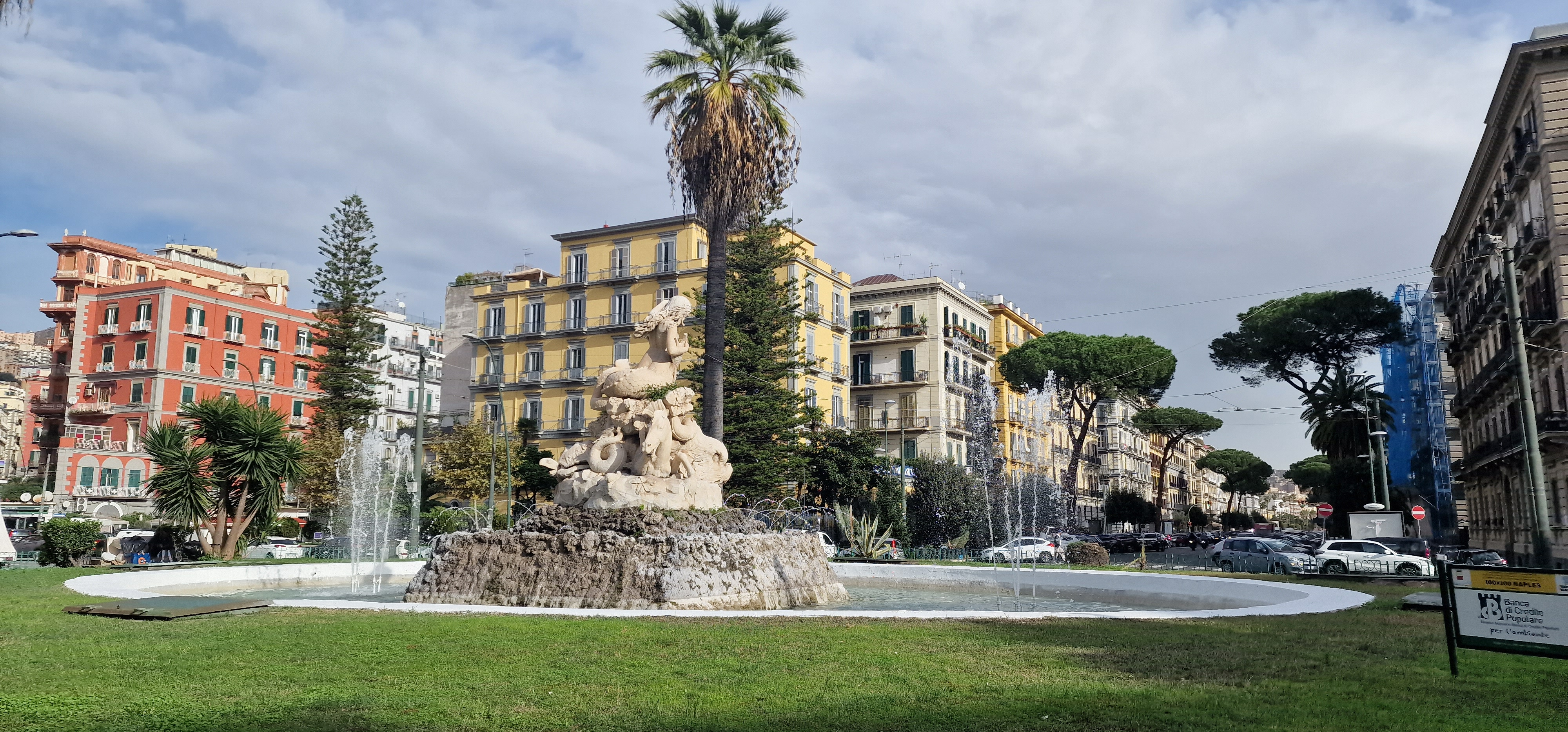
Vue de la piazza Sannazaro.
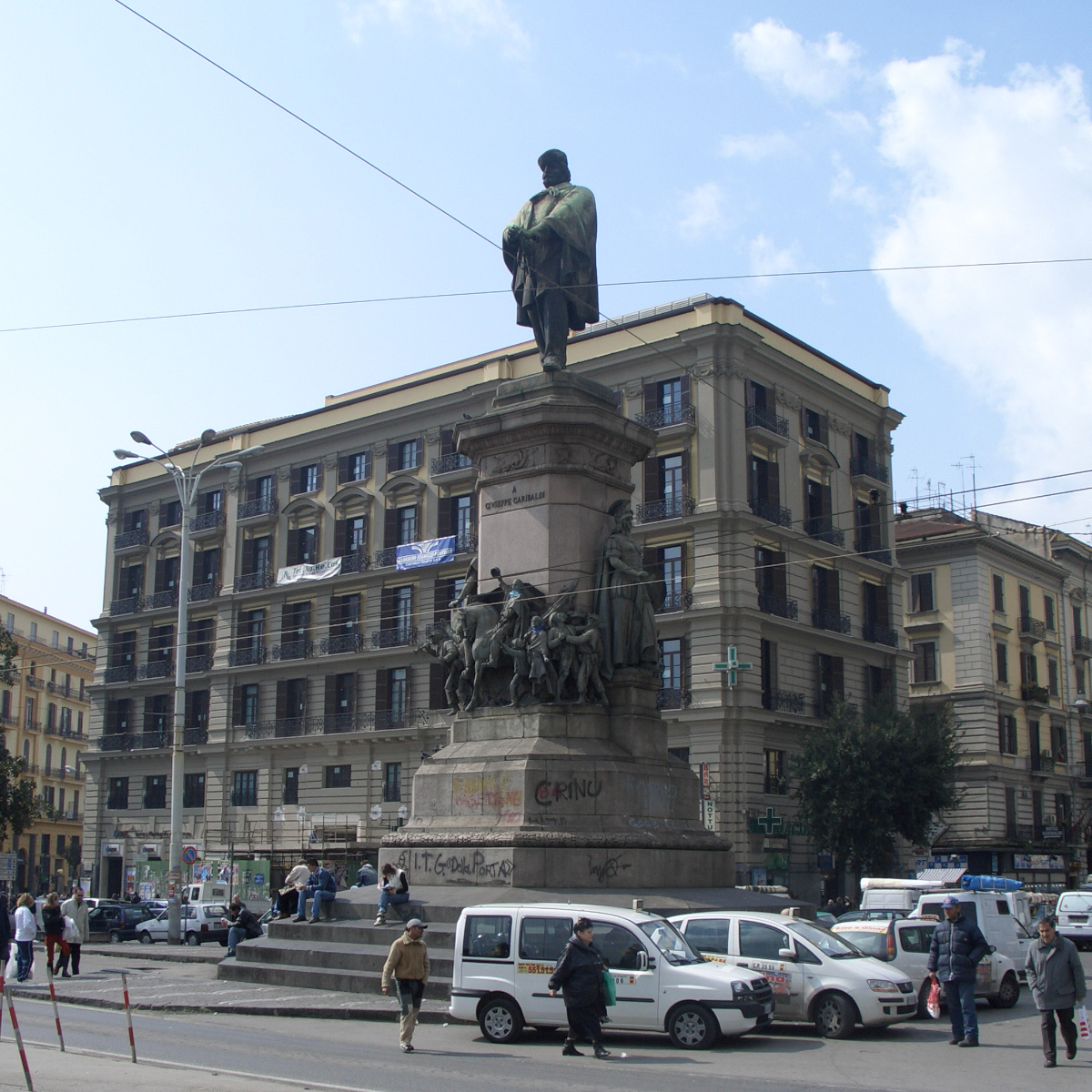
Monument Garibaldi sur la place Garibaldi.
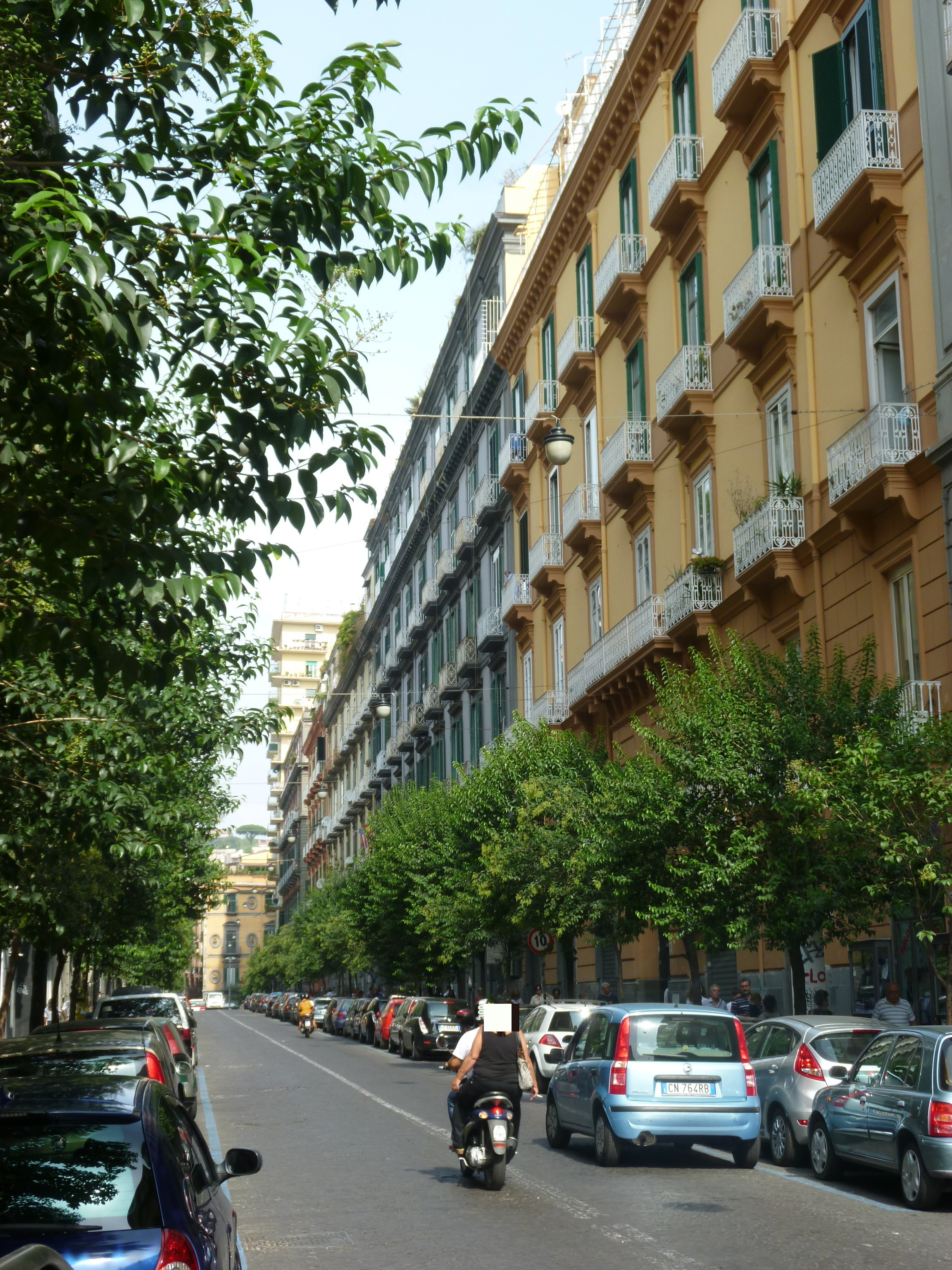
Via Duomo.
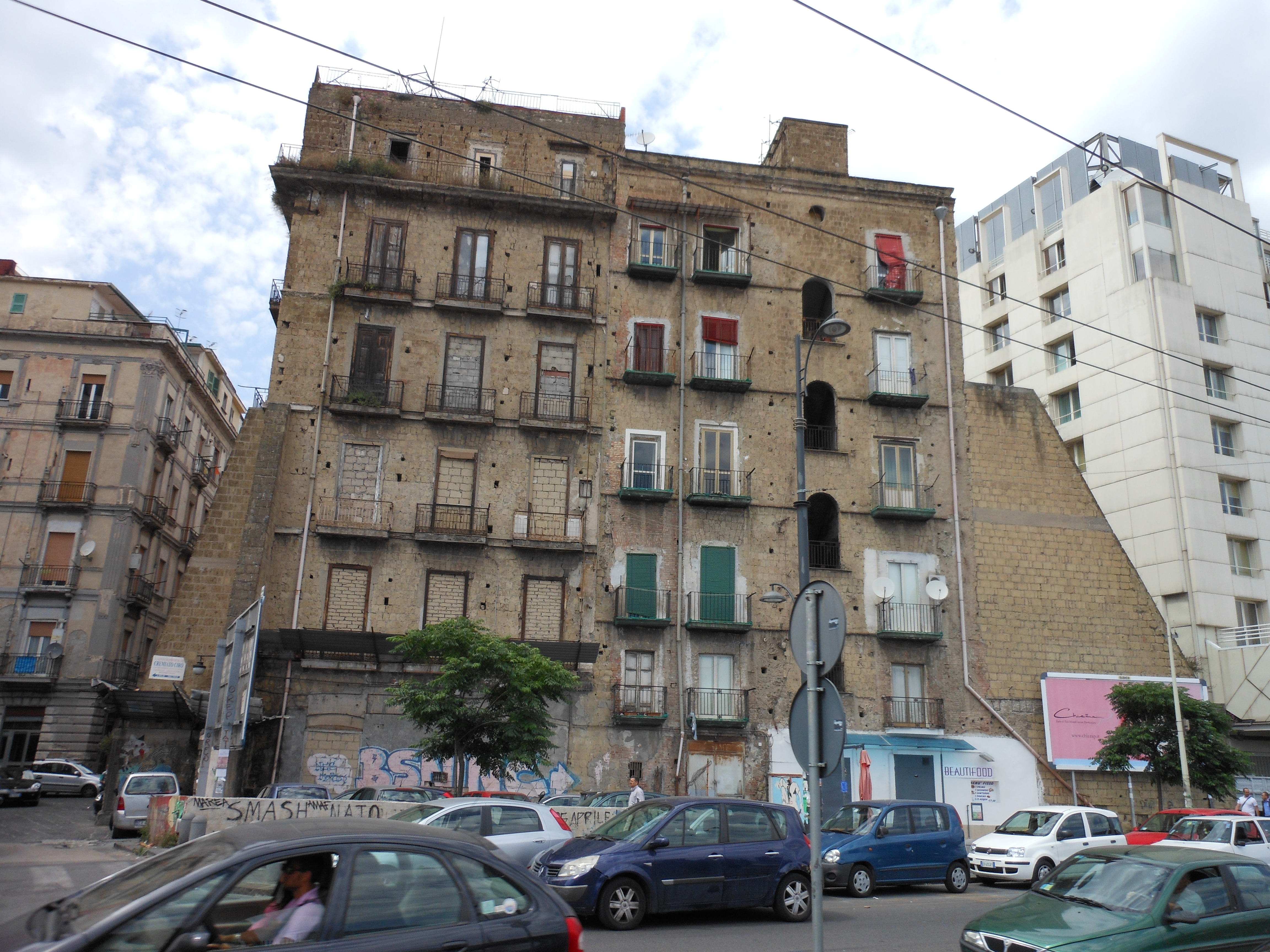
Ancien bâtiment de la période de la réhabilitation de la Via Nuova Marina (it).
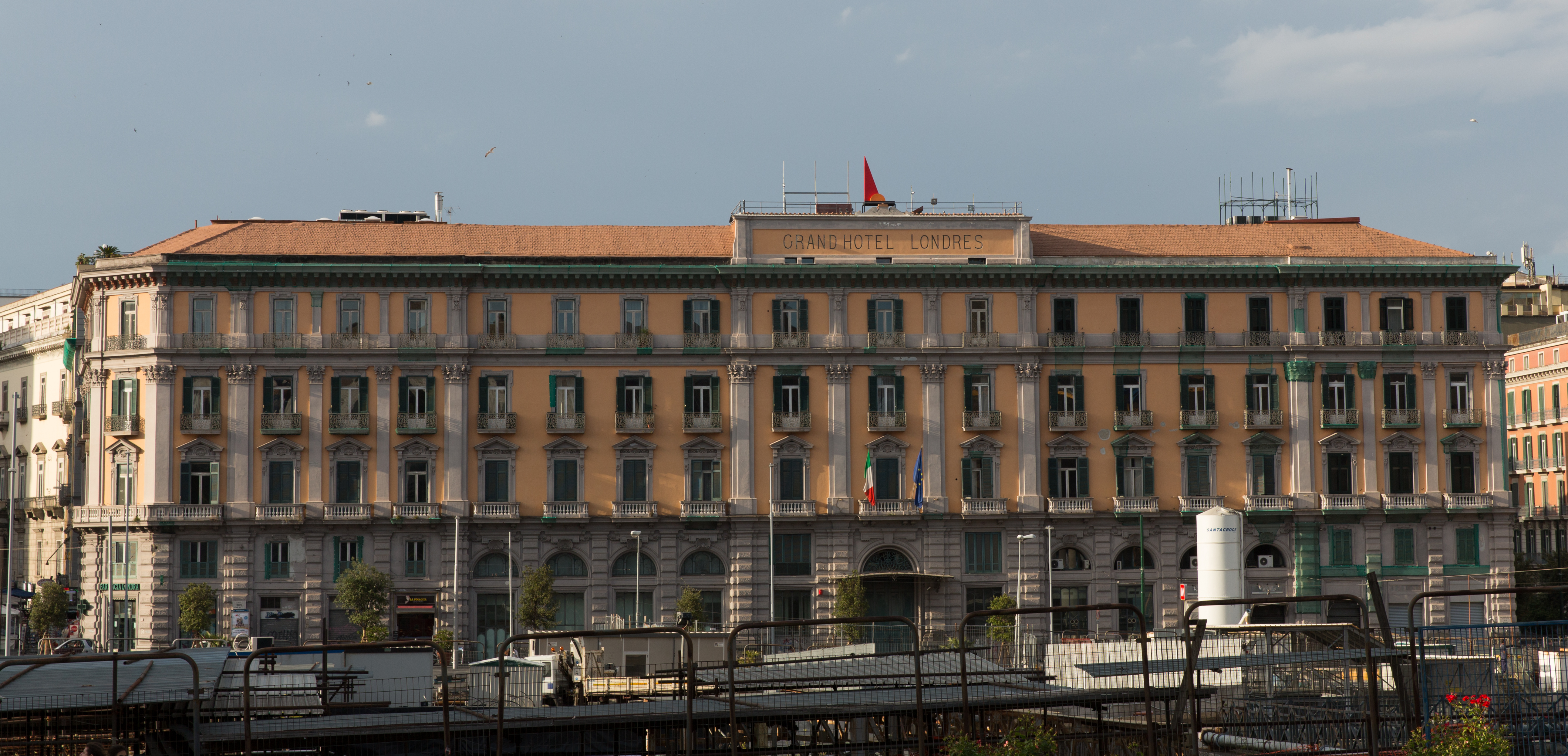
Grand Hotel de Londres.
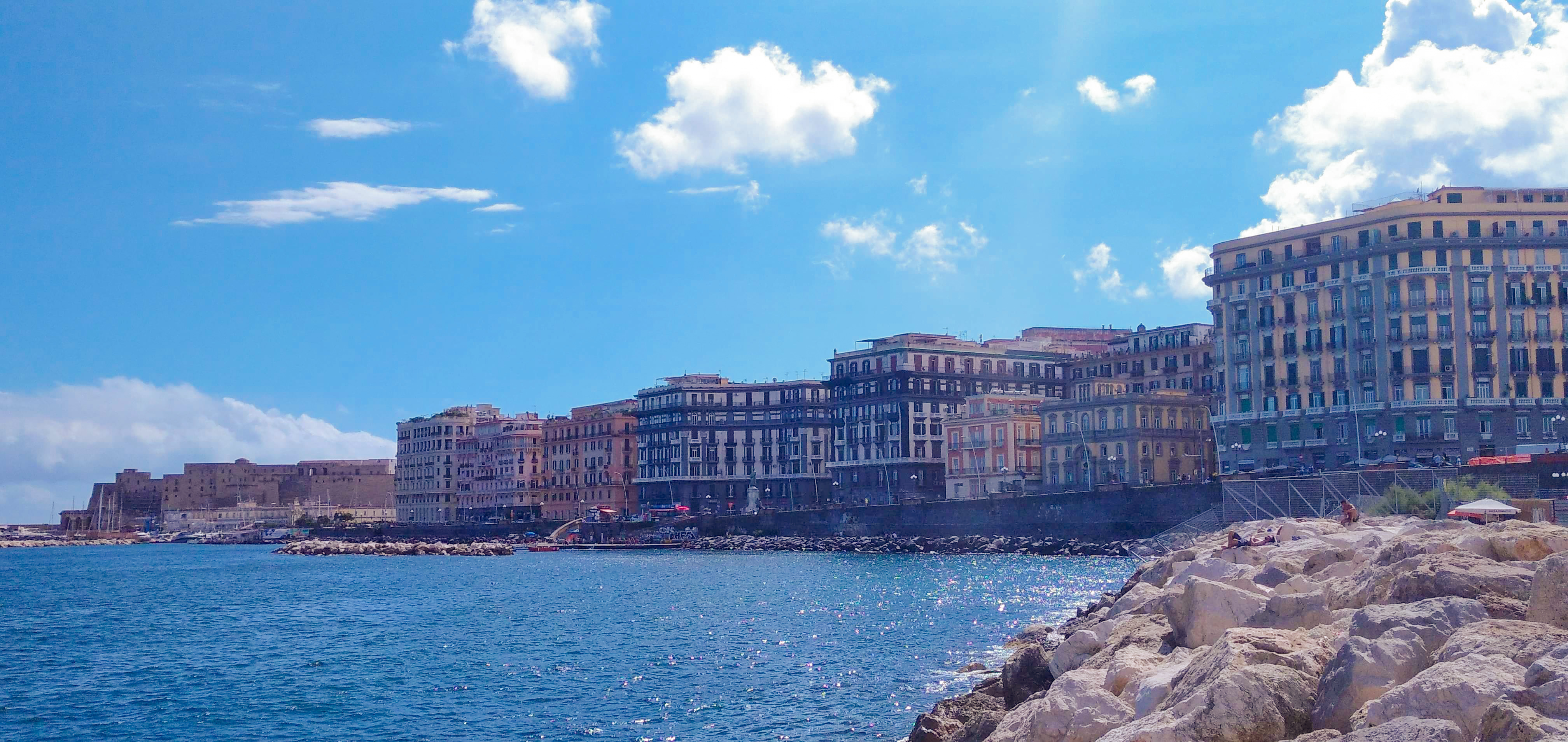
Via Nazario Sauro.